# Enrico Rampini
Enrico Rampini, o Rampino, per la propria ascendenza conosciuto anche con il nome di Enrico Rampini di Sant'Aloisio (Sant'Aloisio, 1390 circa – Roma, 4 luglio 1450), è stato un cardinale e arcivescovo cattolico italiano.

## Biografia

### Carriera ecclesiastica
Secondogenito di Francesco Rampini, membro di una famiglia feudale di Sant'Aloisio, attuale frazione di Castellania, Enrico Rampini iniziò la propria carriera ecclesiastica dedicandosi attivamente agli studi e venne definito giovane di grande dottrina e prudenza, non mancando di essere notato come valente giureconsulto. Nominato in seguito chierico a Tortona, il 10 maggio 1413 venne nominato vescovo della medesima sede dall'antipapa Giovanni XXIII, pur prendendo residenza stabile nella canonica di San Lorenzo a Voghera. In seguito trasferito all'episcopato di Pavia il 7 giugno 1435, uno dei suoi primi atti nella nuova sede fu quello di indire un sinodo diocesano.

### Arcivescovo di Milano (1443-1450)

#### LeCostituzioni: la riforma delle attività caritatevoli milanesi
Eletto arcivescovo di Milano il 27 agosto 1443, dove si prodigò largamente in favore dei poveri della città: durante una carestia si narra che vendette tutti i propri piatti d'oro e d'argento per ricavarne del denaro da distribuire ai poveri, fatto che gli fece guadagnare il soprannome di "Padre dei Poveri". Per cercare di migliorare il coordinamento delle opere caritative dei laici, il Rampini emanò delle Costituzioni (4 marzo 1448) per i luoghi di cura milanesi, al fine di coordinarne le iniziative. Papa Niccolò V provvide che la gestione fosse affidata pro tempore ad un collegio composto dall'arcivescovo stesso e da un gruppo di nobili. È importante segnalare che la riforma operata dal Rampini gettò le basi per la futura costituzione dell'Ospedale maggiore di Milano.

#### Rampini e gli ordini monastici
Negli anni in cui fu arcivescovo, Rampini dovette anche occuparsi dei vari ordini religiosi che risiedevano sul territorio diocesano, in special modo gli Umiliati e le Benedettine. Il primo ordine nacque tra il XII e il XIV secolo come uno di quei movimenti spirituali finalizzati alla riscoperta dell'antica dimensione pauperistica del cristianesimo, ma poi fu anch'esso corrotto dalle ricchezze che l'ordine acquisì con gli anni, lasciando dell'antico proposito soltanto il nome. Rampini eseguì l'ordine di papa Eugenio IV di allontanare gli umiliati dal monastero dei Santi Pietro e Paolo di Gessate (26 gennaio 1436), per lasciarvi il posto ai benedettini. Gli Umiliati, però, intrapresero una feroce battaglia contro l'arcivescovo e il papa che portò alla riconquista del monastero, strappandolo ai legittimi proprietari (i quali furono poi risarciti dei danni recati dallo stesso Duca Filippo Maria Visconti). Nel 1444, l'arcivescovo Rampini cercò di rinvigorire la comunità delle benedettine del monastero maggiore di Milano, facendovi chiamare delle suore dello stesso ordine dal monastero di Cantalupo (Saronno), perché potessero riportare l'ordine nelle consorelle milanesi.

#### La nomina a cardinale e la morte (1446-1450)
Creato cardinale presbitero nel concistoro del 16 dicembre 1446 con il titolo di San Clemente. Il Rampini partecipò al conclave del 1447 che elesse a pontefice Niccolò V. Nominato legato in Lombardia, lasciò Roma per Milano il 12 settembre 1447, ritornandovi il 12 febbraio 1448 e nuovamente il 4 aprile 1449. Il 5 giugno 1448 diede le proprie dimissioni da abate commendatario del monastero cistercense di Santa Maria di Monte Oliveto d'Acquafrigida, ad Acquafredda, frazione di Lenno, nel territorio della diocesi di Como. Gli ultimi anni di vita furono però estremamente tormentati, sia per il clima politico, sia per quello più legato alla dimensione umana: la morte di Filippo Maria nel 1447 aprì una violenta lotta alla successione che porterà, dopo 3 anni di repubblica (la Repubblica Ambrosiana) vide la vittoria del genero del Visconti, Francesco Sforza. Le guerre però portarono la miseria: il 1449 fu un anno di carestia, e il Rampini "mandò a Milano forti somme di danaro e ordinò che molta suppellettile dell'arcivescovado fosse venduta per sopperire ai bisogni dei poveri". Enrico Rampini morì a Roma il 4 luglio 1450, nell'anno giubilare, e venne sepolto nella basilica romana di San Clemente, di cui era stato titolare sino alla morte.